# Cantone di Châlette-sur-Loing
Il Cantone di Châlette-sur-Loing è una divisione amministrativa dell'arrondissement di Montargis.
A seguito della riforma approvata con decreto del 25 febbraio 2014, che ha avuto attuazione dopo le elezioni dipartimentali del 2015, il numero di comuni è rimasto immutato a 6.

## Composizione
I 6 comuni facenti parte prima della riforma del 2014 erano:
- Cepoy
- Châlette-sur-Loing
- Corquilleroy
- Pannes
- Paucourt
- Villevoques

Dal 2015 i comuni appartenenti al cantone sono i seguenti 6:
- Amilly
- Cepoy
- Châlette-sur-Loing
- Conflans-sur-Loing
- Corquilleroy
- Paucourt